# Witalij Muszkietow
Witalij Iljicz Muszkietow, ros. Виталий Ильич Мушкетов (ur. 15 maja 1887 r. w stanicy Romanowskiej w obwodzie dońskim, zm. ?) – rosyjski, a następnie radziecki malarz, pedagog i wykładowca akademicki, publicysta, dyrektor muzeum obwodowego w okupowanym Smoleńsku podczas II wojny światowej

## Życiorys
Ukończył gimnazjum w Sankt Petersburgu, zaś w 1902 r. szkołę malarstwa, sztuki i architektury w Moskwie. W latach 1903–1907 uczył się w petersburskiej akademii artystycznej. Następnie wykładał w szkołach średnich i wyższych. Od 1909 r. był członkiem smoleńskiej gubernialnej komisji archiwalnej. W latach 1916–1917 współpracował z czasopismem "Łukomorje". Od 1919 r. był wykładowcą rysunku technicznego na katedrze matematyki w instytucie pedagogicznym, zaś od  1922 r. na wydziale pedagogicznym uniwersytetu w Smoleńsku. Jednocześnie malował obrazy i grafiki, które wystawiał na różnych wystawach. Ich głównym tematem była historia i teraźniejszość Smoleńska. W maju 1925 r. objął czasowo funkcję dyrektora smoleńskiego muzeum obwodowego. W latach 1933–1936 wykładał w żydowskim instytucie pedagogicznym. Po ataku wojsk niemieckich na ZSRR 22 czerwca 1941 r. pozostał w Smoleńsku. Od końca lipca tego roku pracował w urzędzie miejskim okupowanego miasta. Wkrótce został dyrektorem obwodowego muzeum. Pisał artykuły do czasopisma literacko-publicystycznego "Na pieriełomie". W marcu 1943 r. zorganizował ewakuację zbiorów muzealnych do Wilna, gdzie przybył pod koniec września tego roku. Latem 1944 r. przeniósł się do Lipawy, a stamtąd do Niemiec. Dalsze jego losy są nieznane. W 1955 r. w smoleńskim muzeum malarstwa na polecenie miejscowych władz zostały usunięte prace W. I. Muszkietowa, ale ostatecznie nie zniszczono ich.